# Lilo i Stich 2: Mały feler Sticha
Lilo i Stich 2. Mały feler Sticha (ang. Lilo & Stitch 2: Stitch Has a Glitch) – pełnometrażowy film animowany z 2005 roku. Film został wyprodukowany przez wytwórnię filmową Walt Disney Pictures.

## Obsada głosowa
- Dakota Fanning – Lilo
- Chris Sanders – Stitch
- Tia Carrere – Nani
- David Ogden Stiers – Jumba
- Kevin McDonald – Pleakley
- Jason Scott Lee – David
- Kunewa Mook – Kumu
- Liliana Mumy – Mertle Edmonds

## Wersja polska
Opracowanie wersji polskiej: Start International Polska

Reżyseria: Joanna Wizmur

Dialogi: Joanna Serafińska

Dźwięk i montaż: Janusz Tokarzewski

Kierownictwo produkcji: Paweł Araszkiewicz

Opieka Artystyczna: Maciej Eyman

Wystąpili:
- Julia Jędrzejewska – Lilo
- Jarosław Boberek – Stich
- Agnieszka Warchulska – Nani
- Krzysztof Kowalewski – Jumba
- Jacek Braciak – Pleakley
- Marcin Przybylski – David
- January Brunov – Kumu
- Monika Błachnio – Mertle Edmonds